# Pustá Rudná (přírodní rezervace)
Pustá Rudná je přírodní rezervace v katastru obce Andělská Hora v okrese Bruntál, zhruba půl kilometru severovýchodně od vesnice Pustá Rudná. Chráněné území zaujímá malou část severozápadních svahů vrchu Kamenná hůrka (779 m) v pohoří Nízký Jeseník. Důvodem ochrany jsou ohrožené a mizející druhy rostlin zejména lilie cibulkonosná (Lilium bulbiferum).